# أرماند ميسترال
أرماند ميسترال (بالفرنسية: Armand Mestral)‏ هو ممثل فرنسي، ولد في 25 نوفمبر 1917 في فرنسا، وتوفي بنفس المكان في 17 سبتمبر 2000.

## وصلات خارجية
- أرماند ميسترال على موقع IMDb (الإنجليزية)
- أرماند ميسترال على موقع ألو سيني (الفرنسية)
- أرماند ميسترال على موقع ميوزك برينز (الإنجليزية)
- أرماند ميسترال على موقع أول موفي (الإنجليزية)
- أرماند ميسترال على موقع قاعدة بيانات الأفلام السويدية (السويدية)
- أرماند ميسترال على موقع ديسكوغز (الإنجليزية)
- أرماند ميسترال على موقع قاعدة بيانات الفيلم (الإنجليزية)
- أرماند ميسترال على موقع كينوبويسك (الروسية)